# إرشاد تأهيلي

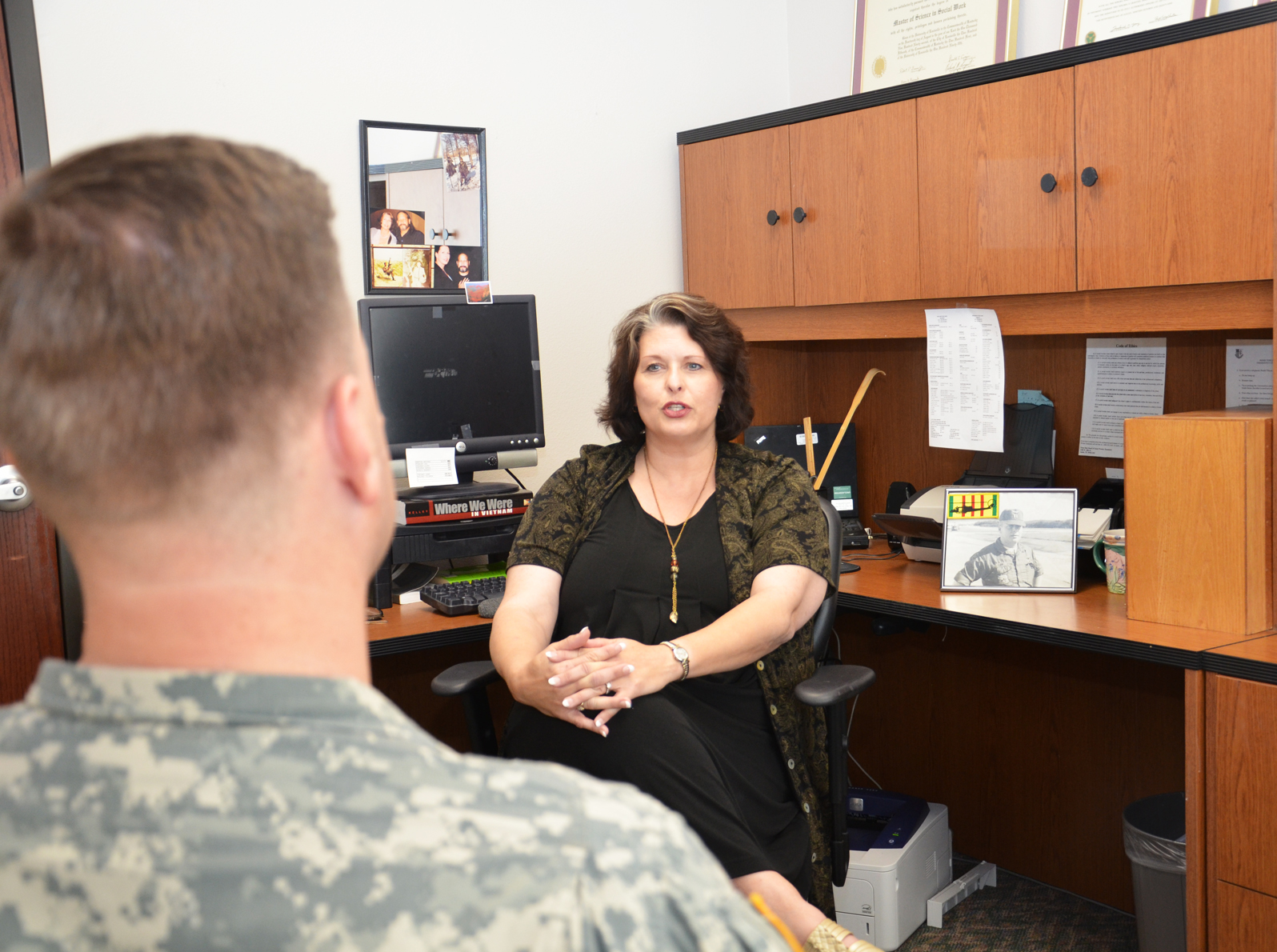

الإرشاد التأهيلي يستهدف مساعدة المعاقين على بلوغ أهدافهم الشخصية والمهنية وعلى المعيشة المستقلة، من خلال الإرشاد وتقديم المشورة. 
يعمل المرشدون التأهيليون في مراكز خاصة، وفي المستشفيات والجامعات والمدارس والوكالات الحكومية وشركات التأمين وغيرها من المؤسسات التي يُعالج فيها المصابون بإعاقات خلقية أو مكتسَبة. بمرور الوقت وميل الخدمة الاجتماعية إلى العلاج النفسي أكثر وأكثر، يصبح على عاتق المرشدين التأهيليين مزيد من أعمال المشاركة المجتمعية، ولا سيما حينما تتعلق بفئة مجتمعية خاصة. يركز بعض المرشدين التأهيليين في المشاركة المجتمعية وحسب، من خلال خدماتهم المهنية. يؤهَّل آخرون في ولايات عدة ليكونوا «مرشدين مهنيين مرخَّصين» و«مرشدين تأهيليين معتمَدين» في آن واحد، وهذا يتيح لهم التركيز في العلاج النفسي. 

## تاريخه

### الولايات المتحدة
كان المرشدون التأهيليون يساعدون المعاقين البالغين سن العمل، لكن توسعت الحاجة إليهم لتشمل جميع الفئات السِّنّية. قد يقدّم المرشد التأهيلي أيضا إرشادًا عامًّا أو خصوصيًا في برامج الخدمة الإنسانية العامة أو المراكز الخاصة. 
في البداية كان الاختصاصيون التأهيليون يقدمون خدماتهم في مختلف تخصصات الخدمة العامة: تمريض الصحة العامة، والخدمة الاجتماعية، والإرشاد المَدرسي. صحيح أن البرامج التعليمية ظهرت في الأربعينيات، لكن مجال الإرشاد التأهيلي لم يتأسس ولا تشكلت ملامحه إلا بعدما توفَّر التمويل الفدرالي لبرامجه في 1954.

### التعليم والتدريب
لا يلزم للإرشاد التأهيلي شهادة جامعية معينة، لكن أغلب طلاب الإرشاد التأهيلي يكون معهم شهادات في الخدمة التأهيلية أو علم النفس أو علم الاجتماع أو غير هذا من المجالات المتصلة بالخدمات الإنسانية. درجة الماجستير هي الحد الأدنى لممارسة الإرشاد التأهيلي، ولذا يكون تدريب المرشدين بمنزلة الدراسات العليا، فينال أغلبهم درجة الماجستير، وبعضهم درجة الدكتوراه. يقدم مجلس التعليم التأهيلي إجازة للمؤسسات المؤهلة، لكن بعض البرامج لا يفي بمتطلبات الإجازة، فيُحرم بعض الخريجين من الإجازة/الرخصة المهنية. يتدرب المرشدون التأهيليون على:
- الإرشاد الفردي والجماعي،
- المعلومات الطبية والاجتماعية النفسية،
- المشاركة المجتمعية ومشكلات الفئات الخاصة،
- التقدير والتقييم،
- توظيف الأبحاث،
- الاختيار المهني والوظيفي،
- إدارة القضايا،
- التطور والتعيين الوظيفيَّيْن.

عادة ما تقدِّم برامج تعليم المرشدين التأهيليين المُجازين 60 ساعة متعمَدة من التدريب الأكاديمي والإكلينيكي الميداني. يتكون التدريب الإكلينيكي من فصل دراسي عملي واحد على الأقل، وما لا يقل عن 600 ساعة من التجارب التدريبية الخاضعة للإشراف. التجارب الإكلينيكية الميداني متاحة في مجموعة متنوعة من البرامج التأهيلية المجتمعية الوِلائية والفدرالية والخاصة. 

### الشهادة والرخصة المهنيتان
تقدِّم «لجنة شهادة المرشد التأهيلي» شهادة للمرشد الذي يستوفى المتطلبات التعليمية ويجتاز اختبارا يدل على امتيازه بالمهارة والكفاءة اللازمتين ليصبح مرشدا تأهيليا متعمَدا. لا بد من درجة الماجستير لنيل الشهادة. شهادة الإرشاد التأهيلي لا يوجبها أي قانون فدرالي أو وِلائي، لكن القانون الفدرالي يوجب الأهلية لخوض اختبار الشهادة على من يرغب العمل لصالح نظام تأهيل مهني، فيدراليًّا كان أم ولائيًا. في بعض الولايات مرشدون تأهيليون مرخَّصون، وهذا يجعلهم بمنزلة غيرهم من محترفي الخدمة الاجتماعية المرخصين. في ولايات أخرى تؤهِّل شهادة «مرشد تأهيلي معتمَد» لنيل رخصة «مرشد مهني مرخَّص». على الشهادة طلب كبير من الموظِّفين. 

### الأهمية الاجتماعية
يُدمَج في جميع مراحل تدريب المرشد التأهيلي: تقديم خدمة مجتمعية لأُناس من مختلف الثقافات والأعراق، وأدوار مهنية، والتفكير النقدي، والنُّصرة والتشجيع، والمعايير الأخلاقية، وأنشطة البحوث التطبيقية. صحيح أن المرشد التأهيلي يكون مدركًا للمشكلات الطبية المتعلقة بالإعاقة (بموجب شهادته/رخصته)، لكنه يكون أيضًا متدربا على «النموذج الاجتماعي للإعاقة» الذي يميز السلوكات السلبية والحواجز النظامية والإقصاءات المجتمعية (التي تكون بقصد أو بدون)، والذي يشير إلى أن المجتمع هو السبب الرئيس في إعاقة البشر. غالبا ما يكون المرشدون التأهيليون نشطاء في المجتمع لصالح المعاقين العاطلين، ويضطلع معظمهم بالمشاركات المجتمعية. كثير من المرشدين مصابون هم أنفسهم بإعاقات أيضا، ولذا يُعنى في عملية الإرشاد بحسن البيان والتعبير عن النفس. يشارك مرشدون تأهيليون في قيادة منظمات بارزة مطالبة بالحقوق الإنسانية والمدنية للمعاقين، منها «التحالف الأمريكي للمواطنين المعاقين» و«الأنصار الوطنيون للصّمّ السود»... إلخ.

## مهن الإرشاد التأهيلي

### المِهن في هذا المجال
في الولايات المتحدة يعمل المرشدون التأهيليون في مختلف الميادين، لكن الشائع أن يكون المرشد: مرشدا مهنيا في برنامج تأهيلي وِلائي، أو مديرا في وكالة خدمة اجتماعية، أو استشاري/إخصائي إعاقات في جامعة: 

### البرامج التأهيلية الوِلائية
يكون معظم الطلب على المرشدين التأهيليين في برامج التأهيل المهني الممولة فدراليا/وِلائيا. «لإدارة مصالح قدامى المحاربين» برامجها التأهيلية المهنية الخاصة، وأما بقية البرامج الفدرالية/الولائية فتمولها وتنظمها «إدارة الخدمات التأهيلية» التابعة لوزارة التعليم الأمريكية. تختلف سياسة كل ولاية عن سياسة غيرها، لكن المرشدين التأهيليين العاملين في نظام فدرالي/ولائي تَلزمهم درجة ماجستير في الإرشاد التأهيلي أو التعليم الخاص أو ما اتصل من المجالات، ويلزمهم أيضا أن يكونوا معتمَدين أو مؤهلين لخوض اختبار الاعتماد. من يقبل العمل في هذه البرامج يقبله مع التعهد باستيفاء تلك المتطلبات قبل موعد محدد للإبقاء على الوظيفة. 

### وكالات الخدمة الاجتماعية وقِطاع الأعمال
يسَع المرشدين التأهيليين العملُ في قطاع الأعمال غير الربحي بطرائق مختلفة. يبدأ أغلب المرشدين العمل بصفتهم مرشدين متخصصين في الإرشاد المهني، لكن غالب من يعمل منهم في القطاع غير الربحي يرتقون إلى المستوى الإداري، إما مشرفين على الموظفين، وإما مديري برامج لصالح المعاقين. وآخرون يُشرفون على عاملين في برامج «إدارة القضايا» الصابّة في مصلحة المعاقين. يعمل بعض المرشدين التأهيليين في «مراكز المعيشة المستقلة»، مضطلِعين بأعمال المشاركة المجتمعية والنصرة والإحالات الخارجية وتوفير الخدمة الاجتماعية للمعاقين. يعمل المرشدون التأهيليون الاستثماريون أيضًا بصفتهم مستشارين، مُنشئين وكالات خدمة خاصة بهم. يركز المرشدون العاملون لصالح شركات في العلاقات المجتمعية أو خدمة الشركات، رابطين بين الشركات والجمعيات الخيرية أو برامج الخدمة.